# Bepackungsverbot
Das Bepackungsverbot besagt, dass ein deutsches Haushaltsgesetz – oder auch ein Untersuchungsausschuss – nicht mit zweckfremden Themen belastet werden dürfen.

Dieser Haushaltsgrundsatz ergibt sich aus Art. 110 Abs. 4 Satz 1 GG, dessen erster Satz besagt:
„In das Haushaltsgesetz dürfen nur Vorschriften aufgenommen werden, die sich auf die Einnahmen und die Ausgaben des Bundes und auf den Zeitraum beziehen, für den das Haushaltsgesetz beschlossen wird.“
Unterschieden werden dabei das sachliche (Einnahmen und Ausgaben des Bundes) und das zeitliche Bepackungsverbot.

## Situation in den Bundesländern
Im Verfassungsrecht der Bundesländer gibt es keine einheitliche Tradition des haushaltsrechtlichen Bepackungsverbots. Der Verfassungsgerichtshof des Saarlandes hat mit Urteil vom 13. März 2006 entschieden, dass die Aufnahme eines Personalvermittlungsgesetzes und einer Änderung des Gesetzes über die Gewährung einer Blindheitshilfe in das Haushaltsgesetz 2005 gegen das Bepackungsverbot der saarländischen Verfassung verstoßen hat.

## Österreich
Der Begriff wird auch im österreichischen Budgetrecht verwendet.